# La Veuve (Corneille)
Pour les articles homonymes, voir La Veuve.
La Veuve (ou Le Traître trahi) est la troisième pièce de Pierre Corneille, c'est une comédie en cinq actes et en vers écrite en 1632. Elle est publiée en 1634 par François Targa ; le privilège est du 9 mars, l'achevé d'imprimé est du 13 mars. 
Probablement jouée au Théâtre du Marais par la troupe de Montdory, elle reçut un très bon accueil du public. Cet accueil est illustré par une série de poèmes laudateurs écrits par des contemporains, et reproduits dans l'édition de 1634 : parmi les signataires on note Georges de Scudery, Jean Mairet, Jean Rotrou, Pierre Du Ryer, François le Métel sieur de Boirobert, Antoine le Metel sieur D'ouville, Jean Claveret, Pierre de Marbeuf.

## Personnages
- Philiste, amant de Clarice
- Alcidon, ami de Philiste et amant de Doris
- Célidan, ami d'Alcidon et amoureux de Doris
- Clarice, veuve d'Alcandre et maîtresse de Philiste
- Chrysante, mère de Doris
- Doris, sœur de Philiste
- La nourrice de Clarice
- Géron, agent de Florange, amoureux de Doris, qui ne paraît point
- Lycaste, domestique de Philiste
- Polymax, Doraste, Listor, domestiques de Clarice

## Argument de Pierre Corneille (édition 1682)
« Alcidon, amoureux de Clarice, veuve d'Alcandre et maîtresse de Philiste, son particulier ami, de peur qu'il s'en aperçut, feint d'aimer sa sœur Doris, qui, ne s'abusant point par ses caresses, consent au mariage de Florange, que sa mère lui propose. Ce faux ami, sous un prétexte de se venger, de l'affront que lui faisait ce mariage, fait consentir à Célidan à enlever Clarice en sa faveur, et ils la mènent ensemble à un château de Célidan. Philiste, abusé des faux ressentiments de son ami, fait rompre le mariage de Florange : sur quoi Célidan conjure Alcidon de reprendre Doris, et rendre Clarice à son amant. Ne l'y pouvant résoudre, il soupçonne quelque fourbe de sa part, et fait si bien qu'il tire les vers du nez à la nourrice de Clarice, qui avait toujours eu une intelligence avec Alcidon, et lui avait même facilité l'enlèvement de sa maîtresse; ce qui le porte à quitter le parti de ce perfide: de sorte que, ramenant Clarice à Philiste, il obtient de lui en récompense sa sœur Doris. »